# Richard Burian
Richard Burian (* 8. Januar 1871 in Wien; † 6. April 1954 in Iowa City) war ein österreichischer Physiologe.

## Leben
Richard Burian studierte an der Universität Wien Medizin. 1890 wurde er Mitglied der Verbindung Symposion, die später Corps wurde. 1894 promovierte er zum Dr. med. Von 1895 bis 1897 arbeitete er an der Klinik von Edmund von Neusser und in den Laboren von Adolf Lieben und Julius Mauthner an physiologischen und chemischen Themen. Von 1897 bis 1905 war er bei Ewald Hering Assistent am Physiologischen Institut der Universität Leipzig, bei dem er sich 1899 habilitierte.
1903 ging er in die neu geschaffene Abteilung für Physiologie am Zoo-ozeanografische Institut in Neapel. 1910 wurde er zum Professor für Medizinische Chemie an der Universität Innsbruck und 1912 zum Professor für Physiologie an der Veterinärmedizinischen Universität Wien berufen. Nach einem weiteren Aufenthalt von 1914 bis 1916 in Leipzig ging er an die Medizinische Fakultät in Ljubljana. 1920 wurde er auf den Lehrstuhl für Physiologie der neugegründeten Medizinischen Fakultät der Universität Belgrad berufen. Die ersten Vorlesungen ab 1922 gab er noch auf Deutsch, ab 1924 las er nur noch in Serbisch. 1938 wurde er emeritiert, setzte aber seine experimentelle Tätigkeit bis zur Zerstörung seines Instituts durch einen deutschen Bombenangriff im Jahre 1941 fort. Nach dem Krieg wanderte er 1947 zu seinem Sohn Hermann nach Hanover (Massachusetts) bei Boston aus.

## Leistungen
1927 wurde das von ihm neu errichtete Institut für Physiologie und Histologie eröffnet. Zwischen 1923 und 1934 war er Dekan und Prodekan der Medizinischen Fakultät. Darüber hinaus setzte er sich für die Gründung der Veterinärmedizinischen Fakultät (1936) und der Pharmazeutischen Fakultät (1939) ein.
Die Schwerpunkte seiner experimentellen Arbeiten waren:
- Metabolismus der Purine
- Methodik zur Erforschung der Nerven und Muskeln von Weichtieren
- Kontraktion verletzter Muskeln
- Funktion neuromuskulärer Synapsen
- Funktion von Niere und Urogenitalsystem
- Funktion biologischer Membranen
- Physiologie des Schluckens

## Auszeichnungen
- 1931, Orden der Krone von Rumänien 3. Klasse
- 1934, St.-Sava-Orden 2. Klasse
- 1936, Orden der Krone von Jugoslawien 2. Klasse
- 1971, Benennung des Instituts für medizinische Physiologie der Medizinischen Fakultät der Universität Belgrad nach ihm
- Benennung einer Straße in Belgrad nach ihm

## Schriften
- Über Sitosterin. Ein Beitrag zur Kenntniss der Phytosterine. In: Monatshefte für Chemie, Band 18, Nummer 1, December 1897
- Über die oxydative und die vermeintliche synthetische Bildung von Harnsäure in Rinderleberauszug. In: Zeitschrift für Physiologische Chemie, Band 43, S. 497–531, 1904–05
- Ein letztes Wort zu den Permanganatversuchen von Kutscher und Seemann. In: Zeitschrift für Physiologische Chemie, Band 45, S. 351–354, 1905
- Chemie der Spermatozoen I. In: Reviews of Physiology, Biochemistry and Pharmacology, Volume 3, Number 1, March 1904
- Chemie der Spermatozoen II. In: Reviews of Physiology, Biochemistry and Pharmacology, Volume 5, Number 1, December 1906